# Monastère Saint-Élie
Pour l’article homonyme, voir Monastère Saint-Élie (Očage).
Le monastère Saint-Élie (en serbe cyrillique : Манастир Илиње ; en serbe latin : Manastir Ilinje) est un monastère orthodoxe serbe situé près d'Ovčar Banja, dans le district de Moravica et sur le territoire de la Ville de Čačak, dans l'ouest de la Serbie. Il fait partie des dix monastères de la gorge d'Ovčar-Kablar.

## Histoire
Le monastère Saint-Élie a été construit en 1938, sur les vestiges d'un ancien monastère ; il abrite une collection de manuscrits, ainsi qu'un konak construit par le prince Miloš Obrenović.

L'intérieur de l'église